# Fulakora monrosi
Fulakora monrosi es una especie de hormiga del género Fulakora, familia Formicidae. Fue descrita científicamente por Brown en 1960.
Se distribuye por Chile. Se ha encontrado a elevaciones de hasta 500 metros.